# Agua de Vaca
Agua de Vaca es una poblado de la isla de Margarita que pertenece al municipio Arismendi del Estado Nueva Esparta en Venezuela. Se encuentra cercana a Los Cerritos, Atamo, Sabana de Guacuco, el Hotel Laguna Mar (Hotel 5 estrellas) y el Centro comercial Sambil (Sambil Margarita). En esta zona transcurre el Río Copey. Entre sus atractivos turíticos están la plaza de la Cruz y la iglesia de Agua de Vaca. Uno de los problemas de esta localidad es la ubicación de una planta de tratamiento que afecta a los ciudadanos de la zona, debido a la aglomeración del culicidae.
- Datos: Q5660231